# 厄斯金 (明尼蘇達州)
厄斯金（英語：Erskine）是一個位於美國明尼蘇達州波爾克縣的城市。

## 歷史
厄斯金於1889年成立，得名自銀行家約翰·昆西·厄斯金（John Quincy Erskine）。厄斯金的郵局自1889年起營運至今。

## 人口
根據2020年美國人口普查的數據，厄斯金的面積為2.51平方千米，當中陸地面積為1.67平方千米，而水域面積為0.84平方千米。當地共有人口403人，而人口密度為每平方千米161人。